# Masakr na École Polytechnique

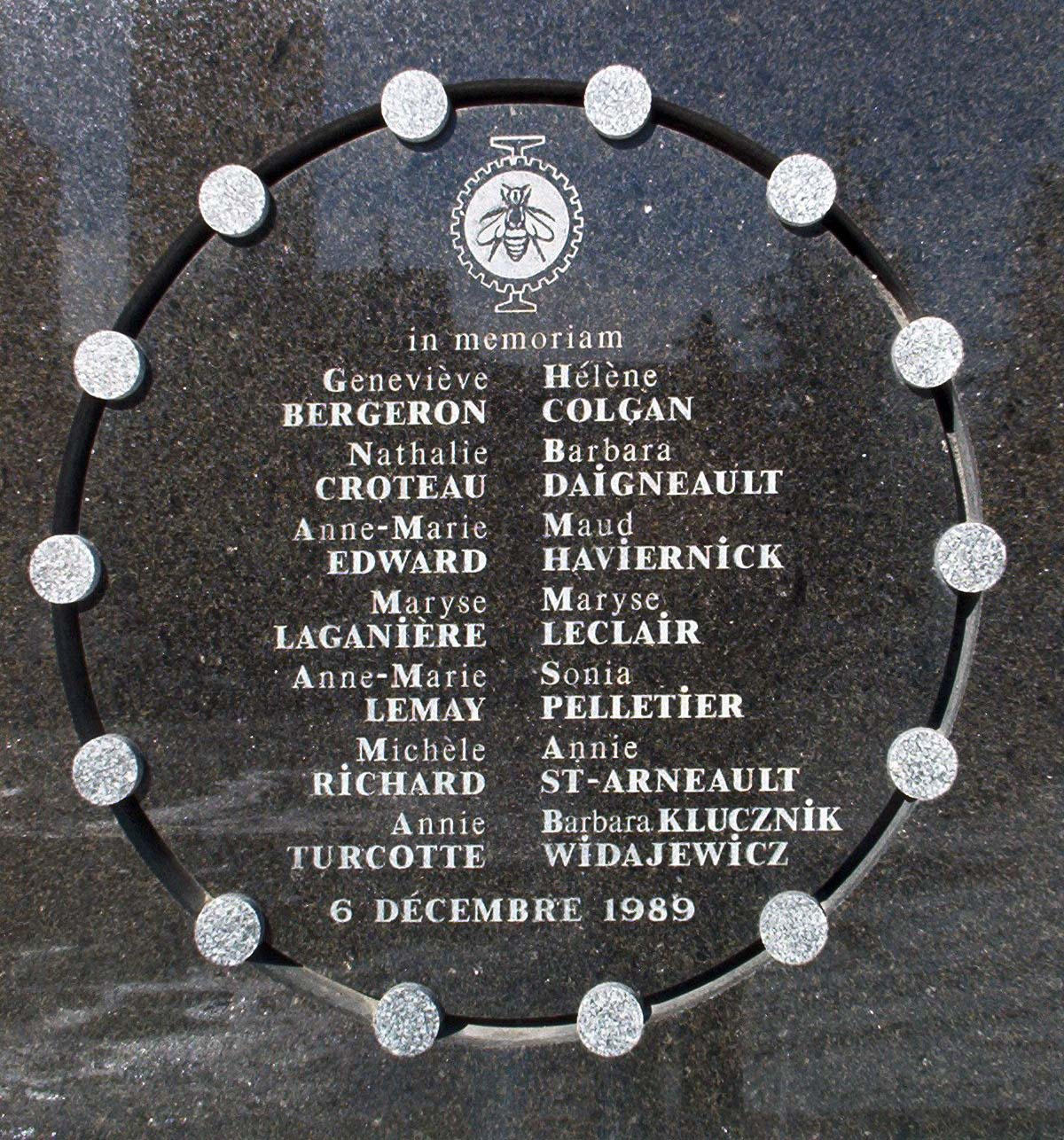
Památník se jmény obětí útoku.

Masakr na École Polytechnique, známý také jako Montrealský masakr, se odehrál 6. prosince 1989 na École Polytechnique v Montrealu v provincii Québec v Kanadě.

Pětadvacetiletý Marc Lépine, vyzbrojený legálně drženou poloautomatickou zbraní a loveckým nožem, zastřelil čtrnáct osob, dalších čtrnáct zranil a následně spáchal sebevraždu. Útok zahájil v univerzitní učebně, kde studenty rozdělil podle pohlaví, prohlásil, že „bojuje proti feminismu“ a následně zastřelil šest žen a další tři zranil. Ve střelbě pokračoval na chodbách, v jídelně a další učebně, kde se snažil zastřelit další ženy. Během necelých dvaceti minut mu padlo za oběť čtrnáct žen, zraněno bylo deset žen a čtyři muži a Lépine následně spáchal sebevraždu.
Lépinova matka byla francouzská Kanaďanka a otec, který jej v dětství týral, byl alžírského původu. Lépinův dopis na rozloučenou obsahoval politické proklamace, obviňoval v něm feministky ze zničení svého života. Dopis obsahoval seznam devatenácti žen z Québeku, které Lépine pravděpodobně považoval za feministky a měl v plánu je zavraždit.
V kanadské společnosti se následně vedla o útoku, jeho interpretaci a Lépinově motivu debata. Mnoho feministických skupin a politických představitelů charakterizovalo masakr jako antifeministický útok, který zapadá do kontextu širšího společenského násilí na ženách. Výročí masakru je připomínáno jako „Národní den vzpomínek a boje proti násilí na ženách“. Lépinův akt byl jinými interpretován jako čin šíleného a v dětství týraného jednotlivce bez vazby na aktuální společenské problémy. Někteří komentátoři svalovali vinu na násilí v médiích a rostoucí chudobu, izolaci a odcizení ve společnosti, především v přistěhovaleckých komunitách.
V reakci na útok byly v Kanadě zpřísněny podmínky pro držení zbraní a došlo ke změně policejních postupů při obdobných situacích, díky čemuž došlo k minimalizaci počtu obětí při střelbě na Dawson College.